# Fairford
Fairford ist eine Stadt in Gloucestershire, England.
Fairford liegt am Coln in den Cotswolds. Nächstgelegene Städte sind Cirencester im Westen, Lechlade im Osten und Swindon im Süden. In der Nähe der Stadt liegt der Flugplatz RAF Fairford.

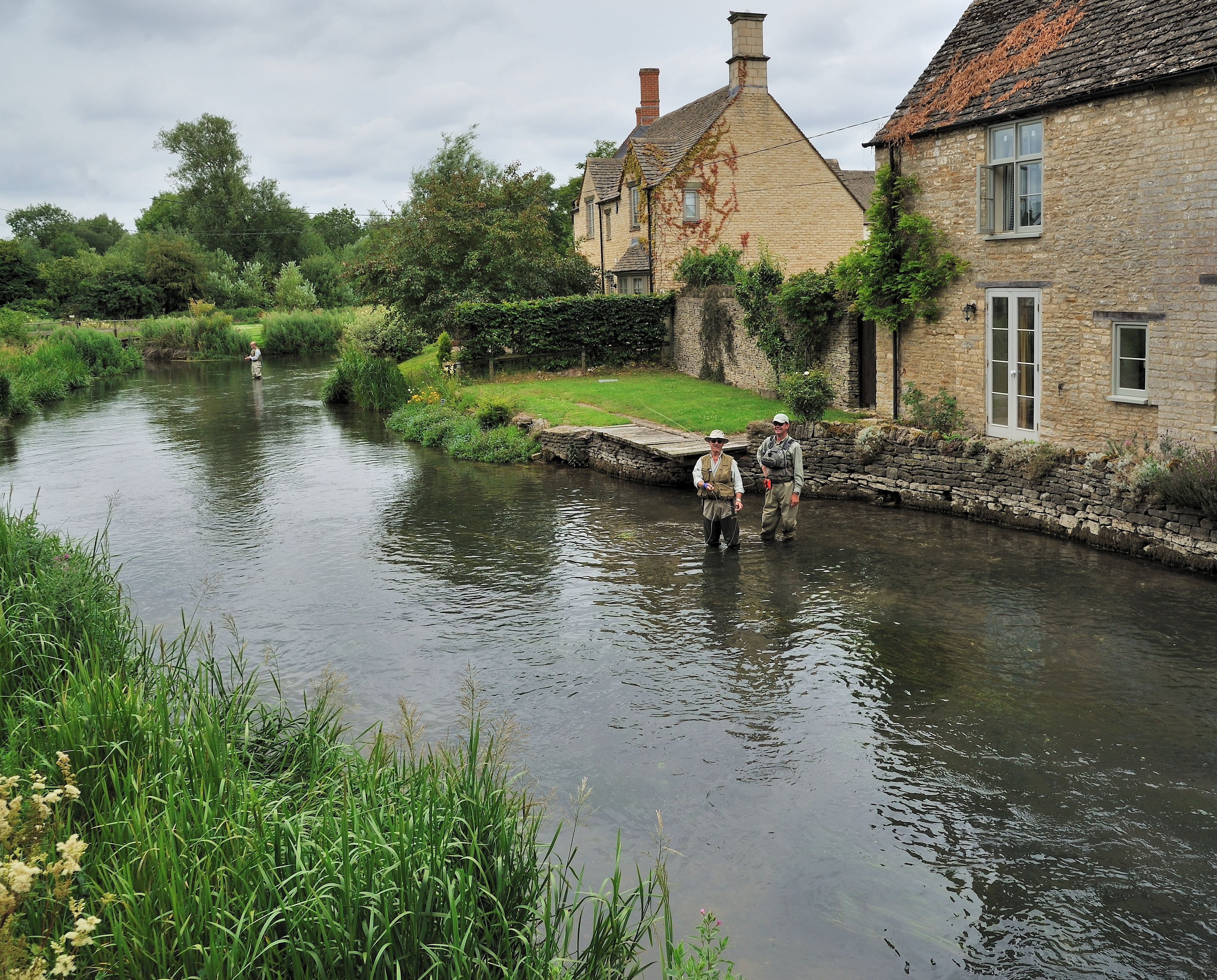
Angler in Fairford

## Persönlichkeiten
- John Keble (1792–1866), Geistlicher und Dichter geistlicher Lieder